# Маркшейдерсько-геодезична мережа
Маркшейдерсько-геодезична мережа (рос. маркшейдерско-геодезическая сеть, англ. survey-geodesic net (network), surveying geodesic network; нім. markscheiderisch-geodätisches Netz n) – сукупність маркшейдерсько-геодезичних пунктів, які слугують основою для виконання всіх маркшейдерських, геологічних, геодезичних і топографічних робіт, що проводяться для забезпечення діяльності гірничого підприємства. 